# Thierno Faty Sow
Thierno Faty Sow (Thiès, 23 dicembre 1941 – Dakar, 6 dicembre 2009) è stato un regista, sceneggiatore e attore senegalese conosciuto internazionalmente soprattutto per la sua collaborazione con Ousmane Sembène. Insieme, i due registi hanno vinto nel 1988 alla Mostra di Venezia il Gran premio della giuria con il lungometraggio Campo Thiaroye, di cui erano autori anche del soggetto e della sceneggiatura.

## Biografia
Nato nel 1941 a Thiès, un sobborgo di Dakar, Thierno Faty Sow si avvicinò al cinema attraverso il documentarismo e la televisione didattica. Dopo aver studiato cinema, partecipò alla realizzazione di due film di carattere etnografico. La lavorazione del suo primo lungometraggio, L'Option, durò dal 1972 al 1974.

## Filmografia
- La Journée de Djibril N'Diaye
- Guereo, village de Djibril N'Diaye
- L'Option (1974)
- Feux de brusse
- Exode rural
- Education sanitaire
- Sunu Koppe
- L'Oeil
- Campo Thiaroye, co-regia di Ousmane Sembène (1988)